# Endry Vásquez
Endry Vásquez (11 de abril de 1990, Ciudad Ojeda, Venezuela) es un director creativo, conferencista, escritor y empresario venezolano, reconocido por su innovador enfoque en el marketing musical.
Es el fundador de Launch Media, la primera One-Stop de la industria musical cristiana, empresa que ha gestionado más de 400 lanzamientos musicales, colaborando con artistas de renombre como Montesanto, Christine D'Clario, Grupo Barak, Majo y Dan, Aline Barros y Grupo Grace, siendo responsables del éxito global de «Fiesta en el Desierto» de Montesanto, que ha acumulado millones de reproducciones y continúa marcando tendencias, así como campañas que han posicionado artistas y composiciones a nivel mundial.

## Biografía
Desde temprana edad, Endry demostró un profundo amor por la música, aprendiendo a tocar diversos instrumentos a los 8 años y cultivando su talento artístico en el entorno de la iglesia.

## Trayectoria
Sus primeros pasos en el área del mercado digital fueron a través del Diseño web, seguidamente de la producción audiovisual, Fotografía, Diseño gráfico y Motion Graphic Desing. Años más tarde incursionó en el mundo del marketing especializándose en Creatividad publicitaria y en 2014 fundó su propia agencia de marketing digital. 
En 2021, Endry fundó Launch Media, motivado por la necesidad de modernizar las estrategias de marketing aplicadas dentro de la industria musical cristiana, en vista de su notable desactualización y dificultad para competir en el entorno digital actual. Es por ello que, con el objetivo de cerrar esta brecha, estableció a Launch Media como una agencia integral, ofreciendo servicios que abarcan desde el desarrollo artístico hasta el management.
En 2022, lanzó Behind Podcast, junto a reconocidas figuras de la industria musical cristiana, un proyecto con el objetivo de motivar, enseñar, y además, aborda los retos más desafiantes que enfrentan los artistas en su camino, brindándoles herramientas y orientación para avanzar con seguridad en su carrera, con el propósito de inspirar a nuevas generaciones de cantantes y músicos. “Crónicas de un artista cristiano emergente”, fue el título del primer episodio, muy bien recibido por la comunidad de artistas cristianos.
Al año siguiente, a raíz del Creative Jump 2023, evento que reunió a muchos jóvenes creativos y artistas nuevos, publicó el Ebook «Metodología P.R.I.M.E. para el crecimiento como artista» (acróstico que significa Propósito, Relaciones, Influencia, Monetización y Estrategia), para complementar esta conferencia con un material de apoyo que se distribuyó de forma gratuita. En este primer evento, en alianza con Green Music, contó con la participación de Robert Green, vocalista y líder del Grupo Barak, Yao y Douglas D'lima de Montesanto, el cantautor puertorriqueño Julio Rivera, y David Hernández, músico cubano y creador de contenido. En años posteriores, participaron también Christine D´Clario, Richeld Vilchez y Sinaí Urdaneta de Montesanto, Agustin Vielman, Gio Durán, Juan de Montreal, Aline Barros, Steven Richard de Un Corazón, y otras figuras importantes, brindando un espacio de aprendizaje y networking a los asistentes.
Paralelamente, Endry se desempeñó como productor, director creativo y de distribución de tres vídeos musicales de la cantante brasileña Aline Barros, siendo estos «Jehová Jireh», «Declaro a Cristo» y «O Nazareno».
En 2024, formó parte de los jurados del festival Buscando Adoradores, en compañía del abogado puertorriqueño Alexiomar Rodríguez, el guitarrista Daniel Santil y la dominicana coach vocal Lorens Salcedo.

## Launch Media
Launch Media, fundada como Launch International LLC, es una agencia One-Stop Shop, como lo define su creador, la cual se especializa en brindar soluciones integrales para la industria musical, ofreciendo una amplia gama de servicios como desarrollo artístico, marketing, distribución, publishing, booking y management, proporcionando a los artistas diversas herramientas y oportunidades para expandir el crecimiento y alcance de su carrera.
Esta agencia ha impulsado éxitos notables, como el fenómeno «Fiesta en el desierto (la, la, la)» de Montesanto, que lideró el puesto #1 en Monitor Latino, durante meses, y el viral videoclip «Santo es el que vive» junto a Dani Carrasco, tendencia en YouTube a nivel internacional. Asimismo, Launch Media ha sido parte de proyectos musicales de gran relevancia en el ámbito cristiano, entre los cuales destacan: «Derramo el Perfume», «La Sunamita», y «Yeshua Hamashiaj» de Montesanto; «Tantas Historias» y el álbum La Novia de Christine D'Clario; así como «Un día a la vez», «Tú me ves», y «Juró volver», canciones del EP «Noche» de Majo y Dan; producciones musicales que han acumulado millones de reproducciones en plataformas digitales.
La empresa ha gestionado la distribución musical de más de 46 artistas, incluyendo a Alex Márquez, Montesanto y Dani Carrasco. Gracias a su labor, estas producciones han logrado llegar a una audiencia más amplia en plataformas digitales, incrementando su impacto dentro de la industria cristiana.

## Libros
- 2022: «Los 4 pilares de un lanzamiento musical exitoso»
- 2023: «Metodología P.R.I.M.E. para el crecimiento como artista» [18]
- 2025: «El Arte de hacer ruido en silencio» [19]

## Premios y reconocimientos
En 2021, su dirección creativa en la canción «No Soy Huérfano» le valió el premio Arpa a “Mejor Track en Vivo”, un reconocimiento a la calidad artística y la emotividad de la producción. Un año después, en 2022, su labor en «Derramo el Perfume» fue premiada con el galardón a “Mejor Canción Alternativa”.
Más recientemente, en 2024, Vásquez fue reconocido en los Dove Awards por su papel en la campaña de Tantas Historias, reafirmando su posición como una pieza importante en la evolución de la música cristiana contemporánea.